# 猩紅短溝紅螢
猩紅短溝紅螢（学名：Plateros picianus）为紅螢科短溝紅螢屬下的一个种。